# Мостафа Мохамед
Мостафа Мохамед Ахмед Абдалах (на арабски: مصطفى محمد أحمد عبد الل) е египетски футболист, играещ като нападател за френския Нант  и националния отбор на Египет. Участник в Купата на африканските нации 2015, Купата на африканските нации 2021 и Купата на африканските нации 2023. През 2024 на Купата на африканските нации 2023 вкарва 4 гола: (първия гол за Египет срещу Мозамбик при равенството 2:2, втория гол за срещу Гана при равенството 2:2, втория гол за срещу Кабо Верде при равенството 2:2, гола на 1/8 финала срещу ДР Конго при равенството 1:1, 7:8 с дузпи).

## Успехи
Замалек (Кайро)
- Купа на Египет
  -  Носител (1): 2018/19
- Суперкупа на Египет
  -  Носител (1): 2019/20
- Суперкупа на Африка
  -  Носител (1): 2020
- Шампионска лига на Африка
  -  Финалист (1): 2019/20

 Египет до 23 г.
- Купата на африканските нации
  -  Шампион (1): 2019

 Египет
- Купа на африканските нации 2021
  -  Финалист (1): 2021

Индивидуални
- Голмайстор в Купата на африканските нации: 2019
- Голмайстор в Купата на Шампионите на Африка: 2019/20[2]